# Ophiacantha languida
Ophiacantha languida är en ormstjärneart som först beskrevs av Jean Baptiste François René Koehler 1904.  Ophiacantha languida ingår i släktet Ophiacantha och familjen knotterormstjärnor. Inga underarter finns listade i Catalogue of Life.